# 이창훈 (축구 선수)
이창훈(李昶勳, 1986년 12월 17일 ~ )은 대한민국의 축구 선수로, 포지션은 윙어이다. 현재 말레이시아 프리미어리그 PDRM FA 소속이다.

## 클럽 경력
2008년 11월 20일에 열린 K-리그 신인 드래프트에서 3순위로 강원 FC에 입단하였다. 프로 첫 번째 경기는 2009년 3월 14일에 열린 FC 서울과의 원정경기였는데, 이 경기에서 이창훈이 했던 헤딩슛을 서울의 수비수 케빈이 손으로 막아 페널티킥을 얻어냈다. 하지만 오하시 마사히로의 페널티킥은 실패하였지만, 팀은 2-1로 승리하였다. 같은 해 6월 27일에 열린 전북 현대 모터스와의 경기에서 프로 데뷔 골을 넣었다. 강원에서 두 시즌 반 동안 뛴 후 2011년 성남 일화 천마의 김진용과 트레이드되어 이적하였다.
2011년 7월 4일, 김진용과 트레이드되어 성남 일화 천마로 이적하였다. 2012년 4월 14일 대전과의 리그 경기에서 성남에서의 데뷔골을 기록한데 이어 다음 경기인 센트럴코스트와의 AFC 챔피언스리그 경기에서 2경기 연속골을 터뜨렸다. 2013 시즌엔 시즌 중반 입은 부상으로 컨디션 난조를 겪으며 리그 7경기 출전에 그쳤다.
2015 시즌을 앞두고 병역 의무 이행을 위해 상주 상무에 입단하였다.
K리그 챌린지 2016 시즌 후반기에 전역하여 성남 FC에 복귀하였고, 이듬해까지 성남에서 활약하였다. 이후 성남과 계약을 연장하지 않고 팀을 떠나게 되었다.
2018년 5월 30일 무적 신분을 벗어나 말레이시아 슈퍼리그 믈라카 유나이티드 FC에 입단하였음이 확인되었다.
2019시즌을 앞두고 말레이시아 프리미어리그의 PDRM FA에 입단했다.

## 클럽 통계
2009년 11월 1일 기준
| 클럽     | 클럽     | 클럽     | 리그 | 리그 | 컵            | 컵            | 리그컵 | 리그컵 | 총계 | 총계 |
| 시즌     | 클럽     | 리그     | 출장 | 득점 | 출장          | 득점          | 출장   | 득점   | 출장 | 득점 |
| 대한민국 | 대한민국 | 대한민국 | 리그 | 리그 | 대한민국 FA컵 | 대한민국 FA컵 | 리그컵 | 리그컵 | 합계 | 합계 |
| -------- | -------- | -------- | ---- | ---- | ------------- | ------------- | ------ | ------ | ---- | ---- |
| 2009     | 강원 FC  | K-리그   | 21   | 1    | 1             | 0             | 3      | 0      | 25   | 1    |
| 총 계    | 총 계    | 총 계    | 21   | 1    | 1             | 0             | 3      | 0      | 25   | 1    |

## 수상

### 개인
- 전국추계대학축구연맹전 도움상: 2006

### 클럽

#### 성남 FC
- FA컵 우승 2회 (2011년, 2014년)

#### 상주 상무
- K리그 챌린지 우승 1회 : (2015년)